# Kościół św. Andrzeja Boboli i św. Antoniego z Padwy w Złotnikach Kujawskich
Kościół świętego Andrzeja Boboli i świętego Antoniego z Padwy w Złotnikach Kujawskich – rzymskokatolicki kościół parafialny należący do parafii pod tym samym wezwaniem (dekanat złotnicki archidiecezji gnieźnieńskiej).
Jest to budowla wzniesiona w latach 1924-1925, konsekrował ją kardynał Józef Glemp w dniu 28 września 1982 roku. Świątynia charakteryzuje się skromnymi cechami neoklasycystycznymi, jest murowana i otynkowana. Na dachu jest umieszczona wieżyczka z sygnaturką, natomiast elewację ozdabiają pilastry. Wnętrze budowli jest jednonawowe z wydzielonym prezbiterium, ściany są ozdobione mozaikami.